# Vampirs de John Carpenter
Vampirs de John Carpenter (títol original: Vampires) és una pel·lícula estatunidenca dirigida per John Carpenter, estrenada el 1998. Ha estat doblada al català.

## Argument
Mercenaris a sou del Vaticà, a Jack Crow i el seu equip li encarreguen localitzar «nius» de vampirs i exterminar-los. Valek, un poderós mestre vampir escapa a l'un d'aquestes «neteges» i es venja massacrant una part dels homes de Jack.

## Repartiment
- James Woods: Jack Crow
- Daniel Baldwin: Anthony Montoya
- Sheryl Lee: Katrina
- Tim Guinee: Pare Adam Guiteau
- Thomas Ian Griffith: Jan Valek
- Maximilian Schell: Cardenal Alba
- John Furlong: Pare Joseph Molina
- Gregory Serra: Pare Giovanni
- Mark Boone Junior: Catlin
- Cary-Hiroyuki Tagawa: David Deyo
- Thomas Rosales Jr.: Ortega
- Henry Kingi: Anthony
- David Rowden: Bambi
- Clarke Coleman: Davis
- Mark Sivertsen: un policia de la carretera
- Frank Darabont: l'home del Buick
- Marjean Holden: Mestre Vampir

## Producció

### Gènesi del projecte
Després haver treballat sobre el seu precedent projecte, Los Angeles 2013, John Carpenter pensa abandonar la seva carrera de realitzador perquè « ja no és divertit ». És llavors temptat per la societat Largo Entertainment, que li proposa el projecte Vampirs, adaptació de la novel·la Vampir$ de John Steakley. El film hauria 'haver estat proposat a Russell Mulcahy, amb Dolph Lundgren. Però treballaran finalment junts a Silent Trigger.
Es donen a continuació dos guions diferents a Carpenter, el de Don Jakoby i un de Dan Mazur. Després haver llegit la novel·la i els scripts, Carpenter queda molt fascinat pel projecte veient l'oportunitat de fer-ne un western modern amb vampirs. Ell reescriu l'script afegint les seves pròpies idees. Vol sobretot evitar els habituals clixés en relació amb els vampirs: « els meus vampirs són criatures salvatges. No hi ha solitud somiadora en la seva existència. Estan massa ocupats a esquinçar la gent ».

### Distribució dels papers
John Carpenter volia de totes totes James Woods per al paper principal, perquè volia un caçador de vampirs tan salvatge com els vampirs.
La dona de Carpenter, Sandy King, igualment productora del film, va escollir Thomas Ian Griffith per al paper de Valek.
El realitzador Frank Darabont fa una petita aparició al film deixant-se robar la seva Buick pel personatge interpretat per Daniel Baldwin.

### Rodatge
El rodatge va tenir lloc del juny de 1997 a l'agost de 1997 a Nou Mèxic (Santa Fé, Cerrillos, Las Vegas, San Juan Pueblo, Stanley)

## Premis i nominacions
- Per l'Academy of Science Fiction, Fantasy and Horror Films l'any 1999, el film va obtenir dues nominacions al premi a la millor pel·lícula de terror i al millor segon paper femení (Sheryl Lee). Va assolir igualment els premis al millor actor (James Woods), millor maquillatge (Robert Kurtzman, Gregory Nicotero i Howard Pastor) i millor música.

## Continuacions
L'any 2002, el mateix John Carpenter produeix Vampires: Los Muertos, dirigida per Tommy Lee Wallace. El cantant actor Jon Bon Jovi hi encarna un caçador de vampirs i no hi ha cap enllaç amb el 1r film.
L'any 2005 surt Vampires: The Turning dirigida per Marty Weiss. La història es desenvolupa a Tailàndia i veu una jove parella caure al mig de dos bandes rivals de vampirs.